# Ahmed al-Raisuli
Muley Ahmed ibn Muhammad ibn Abdallah al-Raisuli (en árabe: ﻣﻮﻠﻲ ﺍﺤﻤﺪ ﺍﻟﺮﻳﺴﻮﻧﻲ) (Zinat, Imperio jerifiano 1871 o 1875-Temasinet, Protectorado español de Marruecos, 1925), conocido como El Raisuli o El Raisuni, fue un político y militar rifeño. 
Fue el jerife de las tribus yebala entre los siglos XIX y XX y Pachá de Tánger. El secuestro, en 1904, de un ciudadano extranjero en Tánger dio lugar a la crisis diplomática internacional llamada el Incidente Perdicaris. Lideró la resistencia al denominado Protectorado español de Marruecos (1913-1921), al inicio de la guerra del Rif, para después adherirse a la causa española contra Abd el-Krim.

## Biografía
Nacido en Zinat a finales de los años 1860 su apodo fue el Águila de Zinat. Pese a que era hijo de un prominente caíd, se dedicó a la actividad delictiva con el robo de ganado. Abderramán Abd el-Saduq, Pachá de Tánger mandó su detención encarcelamiento durante cuatro años en Mogador en condiciones penosas. Ahmed fue excarcelado por un indulto general realizado durante el comienzo del reinado del Sultán Abd al-Aziz en 1894.
Prosiguió su actividad delictiva, organizando una banda especializada en la extorsión y secuestro de oficiales y funcionarios marroquíes, y ocasionalmente europeos, con el propósito de enriquecerse con el cobro de su rescate. 
En 1903 empleó el secuestro del periodista inglés Walter Burton Harris de The Times, para canjearlo por algunos de sus hombres en prisión. Desde entonces Harris, intrigante que se movía con soltura en las esferas de poder jerifianas, se convirtió en persona de confianza de El Raisuni.  
El 18 de mayo de 1904 la banda de El Raisuni secuestró en Tánger al empresario estadounidense, figura importante de la sociedad extranjera de la ciudad, Ion Perdicaris y a su hijastro Cromwell Varley, dando lugar a un incidente diplomático internacional conocido como Incidente Perdicaris, una antesala de la Primera Crisis Marroquí. Para liberar a Perdicaris exigió la intervención de EEUU y Reino Unido en las negociaciones, un rescate de 70.000 dólares y otras reclamaciones como el control de algunas de las regiones más ricas del Imperio jerifiano o la destitución del Pachá de Tánger. El presidente de los EE. UU. Theodore Roosevelt envió siete barcos de la Armada de guerra estadounidense a Tánger y el Reino Unido envió un torpedero desde Gibraltar. En junio fueron desplazados a Tánger buques de la Armada española y de la Marina Militare italiana y un destructor de Reino Unido para evitar que el Sultán jerifiano cediera Tánger a EEUU. El 21 de junio Abd al-Aziz pagó el rescate de 70.000 dólares, más 4.000 dólares de indemnización a EEUU. Además del cobro del rescate, El Raisuni obtuvo del Sultán los nombramientos de Pachá de Tánger y de Gobernador de la provincia de Yebala, así como la libertad de sus colaboradores encarcelados. 
En 1906 fue desposeído de sus cargos, acusado de corrupción y crueldad con sus súbditos y un año después era de nuevo declarado proscrito por el gobierno del Sultán. Después, otra de sus víctimas de secuestro extranjeras, fue el oficial del ejército británico Harry Aubrey de Vere Maclean, asesor militar del Sultán contra las tribus rebeldes, obteniendo 20.000 libras por su rescate. 
En 1908, fue restaurado como Pachá de Tánger, como recompensa por su apoyo a Abd al-Hafid para derrocar de su puesto al Sultán Abd al-Aziz. Tras la inestabilidad política y las revueltas internas que dieron lugar al establecimiento de los protectorados francés y español de Marruecos, fue destituido de su cargo en 1912, a instancias de Abd al-Aziz. 
Tras el establecimiento del protectorado español, en 1913 El Raisuni lideró la insurrección de varias tribus de Yebala, sosteniendo una guerra de guerrillas durante casi ocho años. Sus hombres fueron finalmente derrotados por el Coronel Manuel Fernández Silvestre. 
En septiembre de 1922 y tras una entrevista con el Coronel José Villalba Riquelme, se sometió a las autoridades españolas, y posteriormente fue uno de los jefes del bando español durante la guerra del Rif de la década de 1920. Desdeñaba a Abd el-Krim y su creciente popularidad entre los rifeños, y esperaba obtener el control del oeste del protectorado español con la victoria española. 
Sin embargo, en enero de 1925, los seguidores de Abd el-Krim, bajo las órdenes de su hermano Mhamed Abd el-Krim, atacaron el palacio de El Raisuni en Arcila. Dado que bastantes guardias se escaparon debido a la debilidad física de El Raisuni, los enemigos mataron al resto de su guardia y lo capturaron. Se dice, que a continuación lo enterraron en la orilla de un río en el Rif. Otra versión afirma, que murió a finales de abril de ese mismo año, después de haber sufrido hidropesía durante muchos años. Otros rumores dicen, que vivió algunos años más.
A día de hoy, sigue siendo considerado como un héroe popular en ciertas partes de Marruecos, a pesar de que en el mejor de los casos, sus hazañas se mezclan con sus crímenes. Para sus víctimas, enemigos, o los emisarios del Pachá o el Sultán, era conocido por su crueldad, llegando a quemarle los ojos a un emisario marroquí, con monedas de cobre puestas al fuego, y devolviendo la cabeza de otro al Pachá, en una canasta de melones.
En la actualidad, hay historiadores marroquíes y extranjeros, que lo catalogan como un nacionalista marroquí, un nacionalista, que usaba el estilo raisuniano para liberar el país. 
El historiador David S. Woolman se refiere a El Raisuni, como «una combinación entre Robin Hood, un barón feudal y un bandido tiránico; el último de los piratas berberiscos». 
Además, el historiador estadounidense Douglas Porch indica, que El Raisuli no era ninguna excepción política, ya que todos los políticos exitosos marroquíes, en esa época, representaban los dos aspectos: bandido y santo.

## El Raisuni en la cultura popular
Su figura fue representada por Sean Connery en el año 1975 en la película El viento y el león, que fue filmada en España por el director John Milius.
En la literatura ha sido objeto de las novelas Raisuni: Sultán de las montañas (2010) de Rosita Forbes o Raisuni: El Magnífico (2012) de Omar Mounir.